# 슈퍼히어로

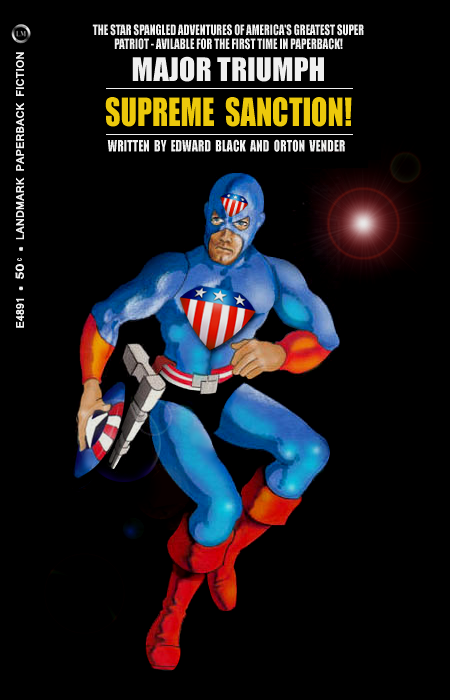

슈퍼히어로(superhero)는 사람들을 보호하는 역할을 맡은 고정인물의 한 형태이다. 보통 초인적인 능력을 지니고 있으며 악과 싸우는 주인공 역할을 담당한다. 프로토타입 형태의 슈퍼맨이 1938년에 처음 등장한 뒤로 슈퍼히어로의 스토리들이 만화책 등의 매체를 장식하게 되었다. 이 용어 자체의 기원은 적어도 1916년으로 거슬러 올라간다. 슈퍼 히어로즈(Super heroes)는 DC 코믹스와 마블 코믹스가 공동으로 소유한 상표의 이름이기도 하다. 일본의 대표적인 4대 슈퍼히어로는 도쿠사츠 츠부라야 프로덕션의 울트라맨, 토에이의 가면라이더, 슈퍼전대, 메탈 히어로이다.

## 같이 보기
- 실생활 슈퍼히어로
- 슈퍼히어로 영화
- 영웅
- 악당